# Instituto Nacional de Salud (Perú)
El Instituto Nacional de Salud del Perú (INS) es un Organismo Público Ejecutor del Ministerio de Salud del Perú cuya principal labor es la investigación de los problemas prioritarios de salud que afectan a la comunidad peruana además de realizar desarrollo y transferencia tecnológica .
Tiene como mandato el proponer políticas y normas, promover, desarrollar y difundir la investigación científica-tecnológica y brindar servicios de salud en los campos de salud pública, control de enfermedades transmisibles y no transmisibles, alimentación y nutrición, producción de biológicos, control de calidad de alimentos, productos farmacéuticos y afines, salud ocupacional, protección del medio ambiente y salud intercultural, para contribuir a mejorar la calidad de vida de la población.
Inició sus actividades en el 29 de mayo de 1896 con el nombre del Instituto Vaccinal, pasando por diferentes periodos de evolución hasta constituirse en una de las instituciones con mayor producción científica del país, en la actualidad se proyecta la construcción de una nueva sede y un Centro de Convenciones, como parte de la modernización en infraestructura.
El Instituto Nacional de Salud desarrolla sus funciones a través órganos de línea y órganos desconcentrados, siendo estas:
Órganos de Línea
- Dirección de Salud Pública.
- Dirección de Laboratorios.
- Dirección de Investigación e Innovación en Salud.
- Centro de Evaluación de Tecnologías en Salud.

Órganos Desconcentrados
- Centro Nacional de Salud Pública (CNSP).
- Centro Nacional de Alimentación, Nutrición y Vida Saludable (CENAN).
- Centro Nacional de Salud Ocupacional y Protección del Ambiente para la Salud (CENSOPAS).
- Centro Nacional de Investigación Social e Interculturalidad en Salud (CENSI).
- Centro Nacional de Control de Calidad (CNCC).
- Centro Nacional de Producción y Bienes Estratégicos de Salud Pública (CNPB).

## Jefes
- Luis Fernando Llanos Zavalaga (2001-2004)
- César Gabriel Náquira Velarde (2004-2006)[1]
- Patricia García Funegra (2006-2008)[2]
- Aníbal Velásquez Valdivia (2008-2010)
- César Augusto Cabezas Sánchez (2010-2011)
- Percy Minaya León (2011-2012)
- César Augusto Cabezas Sánchez (2012-2014)
- Carlos Ernesto Bustamante Donayre (2014-2015)
- Ernesto Gozzer Infante (2015-2016)[3]
- Luis Suárez Ognio (2016-2018)
- Hans Vásquez Soplopuco (2018-2020)
- Omar Virgilio Trujillo Villarroel (2020)
- César Augusto Cabezas Sánchez (2020-2021)[4]
- Víctor Javier Suárez Moreno (2021-2025)